# Comuna Jurjînți, Lîseanka
Jurjînți (în ucraineană Журжинці) este o comună în raionul Lîseanka, regiunea Cerkasî, Ucraina, formată din satele Jurjînți (reședința) și Petrivska Huta.

## Demografie
Componența lingvistică a comunei Jurjînți
     Ucraineană (98,15%)
     Rusă (1,5%)
     Alte limbi (0,27%)
Conform recensământului din 2001, majoritatea populației comunei Jurjînți era vorbitoare de ucraineană (98,15%), existând în minoritate și vorbitori de rusă (1,5%).